# Operazione Ira di Dio
(George Jonas)
L'operazione Ira di Dio, tradotta anche come Collera di Dio (ebraico: מבצע זעם האל, Mivtza Za'am Ha'el), detta anche operazione Baionetta, fu un'operazione segreta organizzata dal Mossad per uccidere i soggetti ritenuti direttamente o indirettamente responsabili del massacro di Monaco di Baviera del 1972. Fra i "bersagli", spiccavano membri di Settembre Nero e dell'OLP. Autorizzata dalla premier Golda Meir nello stesso 1972, l'operazione si sarebbe protratta per più di 20 anni.
In questo lungo periodo, gli operatori segreti israeliani uccisero dozzine di palestinesi e arabi in tutta Europa — incorrendo, peraltro, in un tragico scambio di persona passato alla storia con il nome di Affare Lillehammer. A ciò si aggiunse un colpo di mano delle forze speciali delle IDF eseguito in Libano nel 1973 per eliminare alcuni esponenti palestinesi di rilievo.
Tutte queste attività scatenarono una serie di rappresaglie anti-ebraiche in varie parti del mondo e suscitarono in Israele dei dibattiti che investivano sia il piano etico, sia il piano della mera utilità. A causa della natura segreta di tutta la faccenda, alcuni dettagli non sono verificabili, se si esclude la versione di Juval Aviv, che sostiene di aver guidato una delle squadre di killer.
La vicenda ha ispirato varie opere letterarie e cinematografiche, tra cui Munich di Steven Spielberg (2005).

## Sfondo storico e programmazione

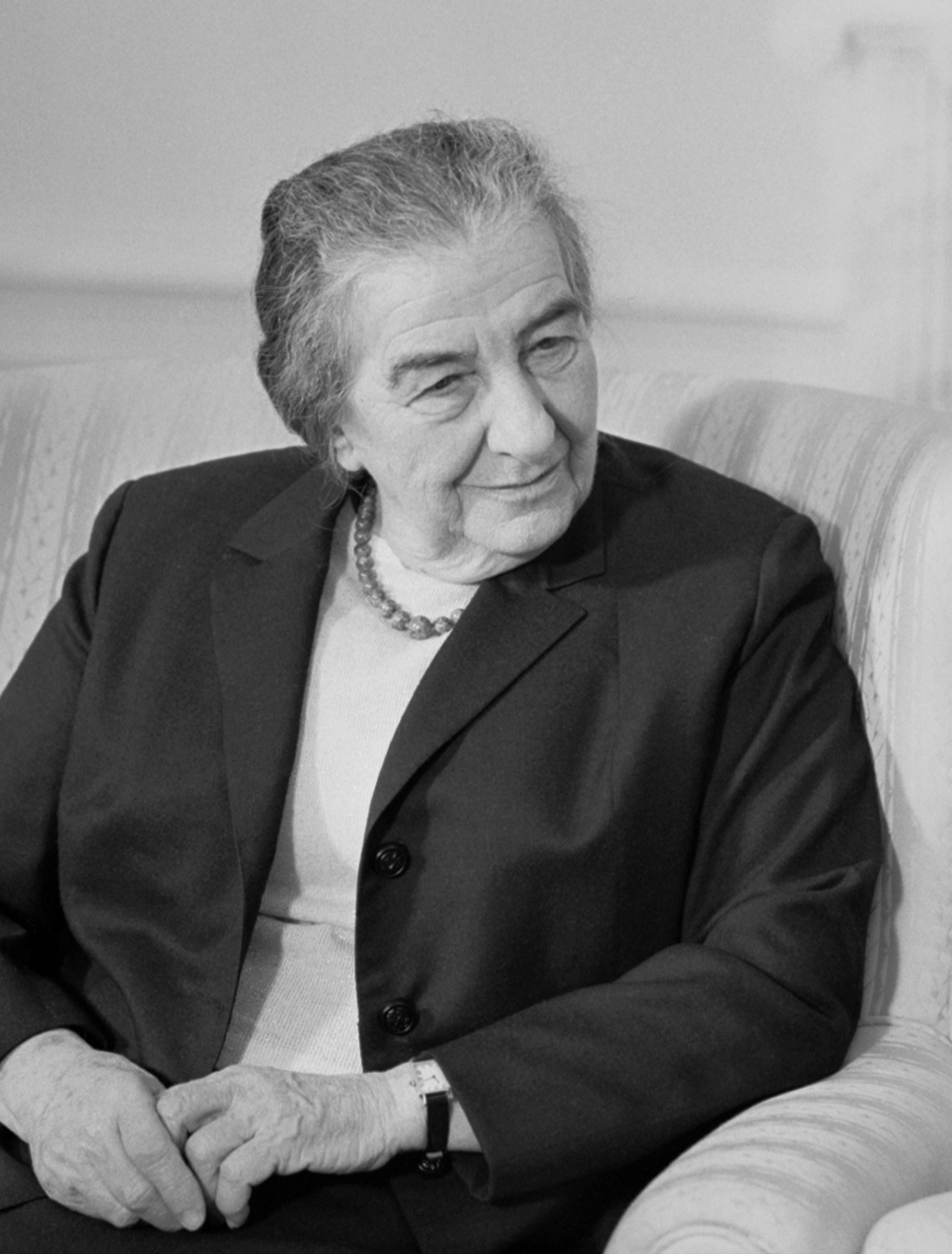
Dopo il tragico sequestro, Golda Meir avrebbe detto a Jariv e a Zamir "Date il via ai ragazzi."

Il massacro di undici atleti israeliani alle Olimpiadi estive del 1972 per opera dei palestinesi di Settembre Nero indusse Israele a considerare l'adozione di misure che prevenissero il ripetersi di azioni simili. Poco dopo la tragedia, Golda Meir istituì il Comitato X, un piccolo gruppo di autorità di governo investite del problema di formulare una risposta israeliana, guidato da lei stessa e dal ministro della Difesa Moshe Dayan.
Meir nominò anche il generale Aharon Yariv suo consigliere per l'anti-terrorismo; Yariv, assieme a Zvi Zamir, direttore del Mossad, assunse il ruolo principale nel garantire il successo dell'operazione. Il comitato arrivò alla conclusione che per creare un deterrente a futuri atti terroristici anti-israeliani era necessario assassinare esecutori e "registi" del Massacro di Monaco, e le "esecuzioni" dovevano avere una certa spettacolarità.
Benché riluttante, la signora Meir autorizzò la campagna di omicidi su vasta scala. Tuttavia, quando i tre attentatori di Monaco sopravvissuti furono rilasciati pochi mesi dopo dalla Germania Ovest, in ossequio alle richieste dei dirottatori di un aereo Lufthansa, ogni sua remora sull'operazione si dissolse. L'immediatezza con cui i tedeschi avevano capitolato alle richieste dei terroristi aveva perfino alimentato il dubbio che tutto il dirottamento fosse una messinscena per aver modo di sottrarsi a future rappresaglie da parte dei terroristi stessi (e soprattutto dei loro amici).
La prima mossa del comitato fu incaricare l'intelligence israeliana di redigere una lista di "condannati a morte", in quanto coinvolti nella faccenda di Monaco. Il risultato fu ottenuto con la collaborazione di operativi dell'OLP che facevano il doppio gioco con il Mossad, e con informazioni fornite da servizi segreti europei "amici". Anche se il contenuto integrale della lista è ancora sconosciuto, è stato riferito che il numero finale dei bersagli potesse essere di 20, o secondo altri 35 persone, in parte elementi di Settembre Nero, in parte dell'OLP. Una volta sbrigata questa incombenza, fu demandato al Mossad di localizzare tali individui, ed ucciderli.
Un punto critico del progetto fu l'idea di negabilità plausibile, ossia il fatto che fosse impossibile dimostrare un rapporto diretto tra gli omicidi ed Israele. Inoltre, con le operazioni si voleva incutere un timore più diffuso tra i militanti palestinesi. Secondo David Kimche, ex vice direttore del Mossad,

«Lo scopo non era tanto la vendetta quanto piuttosto di terrorizzarli [i militanti palestinesi]. Volevamo che si guardassero alle spalle e sapessero che stavamo loro addosso. E perciò tentammo di non fare roba come sparare semplicemente ad un tizio per la strada — questo è facile… tutto sommato.» 

## Organizzazione
Sono comparse parecchie descrizioni di gruppi formati dal Mossad per svolgere la campagna di omicidi.
È possibile che fossero stati formati gruppi diversi con obiettivi diversi, e che siano esistiti in periodi di tempo differenti o sovrapponibili, il che spiegherebbe la varietà di resoconti. Vi è certezza solo degli assassinii effettivamente compiuti, mentre ulteriori informazioni sono basate su fonti carenti.
Si sa pure che l'agente del Mossad Michael Harari  sovrintese alla creazione ed alla direzione delle squadre, anche se alcune possono veramente non essere sempre state sotto la responsabilità del governo.
Simon Reeve spiega che le squadre del Mossad consistevano di:

«... quindici persone divise in cinque squadre: Aleph, che addestrava i killer; Bet, due guardie che avrebbero scortato e protetto i membri di Aleph; Heth, i cui agenti avrebbero curato la copertura dei colleghi affittando stanze d'albergo, appartamenti, auto e così via; Ayin, comprendente sei-otto agenti che rappresentavano il nucleo portante dell'operazione, pedinando gli obiettivi e garantendo una via di fuga per le squadre Aleph e Bet; Qoph, due agenti specialisti di trasmissioni.»

Queste affermazioni, del resto, concordano con la descrizione delle proprie analoghe squadre (Kidon) fatta da Victor Ostrovsky, un ex katsa del Mossad.
Il racconto di un altro autore, Aaron Klein, sostiene che queste tre squadre in realtà appartenevano ad un'unità denominata Caesarea, che avrebbe cambiato nome e sarebbe stata riorganizzata in Kidon a metà degli anni settanta. Harari arrivò a comandare tre Caesarea teams con una dozzina di componenti per ciascuna squadra, al cui interno operavano nuclei specializzati in logistica, sorveglianza, esecuzioni.
Una di queste squadre clandestine fu scoperta in occasione dell'Affare Lillehammer, quando gli israeliani furono arrestati dalle autorità norvegesi. Harari riparò in Israele, e non si può escludere che altri suoi compagni fossero analogamente riusciti a sottrarsi alla cattura. Secondo la rivista Time, il totale degli agenti Mossad coinvolti nell'omicidio sarebbe di 15 elementi.
Assai diverso il racconto di Juval Aviv in Vendetta, secondo il quale il Mossad avrebbe messo in piedi un'unità di cinque agenti con uno speciale addestramento, che egli stesso avrebbe diretto in Europa. Aviv afferma pure che il suo gruppo agiva al di fuori di un diretto controllo governativo, e che il suo unico canale comunicativo era il solo Harari.

## Operazioni

### 1972
La prima uccisione avvenne il 16 ottobre 1972 alle 22.30, quando il palestinese Wa'il Zu'ayter, poeta che lavorava come traduttore all'ambasciata libica, fu abbattuto con 12 colpi di pistola nell'androne del condominio in cui viveva a piazza Annibaliano a Roma. Due agenti israeliani avevano atteso che rincasasse dalla cena, e dopo l'agguato si erano volatilizzati servendosi di un covo sicuro. Al tempo Zuʿayter era il rappresentante dell'OLP in Italia: mentre Israele lo accusava ufficiosamente di appartenenza a Settembre Nero, implicato in un attentato fallito contro un aereo di linea della compagnia israeliana El Al, i membri dell'OLP avevano sostenuto la sua totale estraneità a quel fatto. Abu Iyad, numero due dell'OLP, aveva dichiarato che Zu'ayter era "energicamente" contrario al terrorismo.
Il secondo obiettivo colpito fu Mahmud Hamshari, rappresentante OLP in Francia. Usando un agente che si fingeva un giornalista, il Mossad attirò la vittima fuori dal suo appartamento di Parigi al numero 175 di Rue d'Alésia, per dar modo a una squadra di guastatori di infiltrarsi e piazzare una bomba nella parte inferiore di un telefono da tavolo. L'8 dicembre 1972, il "giornalista" chiamò Hamshari, che rispose dal suo appartamento. Una volta che il "bersaglio" ebbe confermato la propria identità, l'agente designato fece detonare la bomba mediante un interruttore via radio. Hamshari non rimase ucciso sul colpo, ma morì un mese dopo per le gravi ferite riportate. Israele lo aveva scelto in quanto ritenuto il capo di Settembre Nero in Francia.

### 1973
La sera del 24 gennaio 1973 il giordano Husayn al-Bashir, rappresentante del Fath a Cipro, spense la luce della sua camera all'Olympic Hotel di Nicosia. Un istante dopo, la bomba collocata sotto il suo letto da agenti del Mossad esplose (azionata da un telecomando), uccidendolo e devastando la stanza. Israele lo riteneva il capo di Settembre Nero a Cipro, anche se un altro buon movente per l'omicidio poteva rinvenirsi nei suoi stretti legami con il KGB.
Gli esecutori tornarono a Parigi il 6 aprile, quando fu ucciso da 11 colpi d'arma da fuoco in Rue de l'Arcade — anch'egli mentre rincasava da cena dal Café de la Paix, nei pressi dell'Opéra national— Basil al-Kubayssi, professore di giurisprudenza dell'Università americana di Beirut, sospettato di fornire armi a Settembre Nero e di essere implicato in altre trame palestinesi.

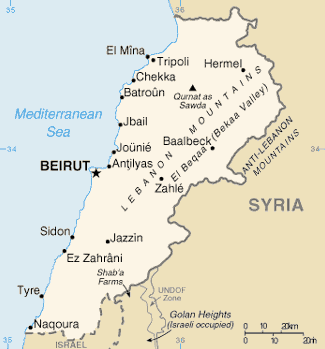
Mappa del Libano

Parecchi "bersagli" sulla lista del Mossad vivevano in Libano, in case protette da numerosa scorta, pertanto non alla portata dei metodi di assassinio descritti sin qui. Per ucciderli, fu lanciata l'operazione Primavera di Gioventù. La notte del 9 aprile, un commando del Sayeret Matkal e altre squadre di appoggio (tra i combattenti vi era pure il futuro primo ministro Ehud Barak) lanciarono ripetute incursioni contro Beirut e Sidone. In quei luoghi, riuscirono a eliminare una quantità di dirigenti OLP di alto livello, tra cui Muhammad Abu Yusuf al-Najjar (Abū Yūsuf), Kamal Adwan, veterano del Fath, e Kamal Nasser, portavoce OLP. Rami Adwan, figlio del predetto Kamāl, era nell'appartamento in cui fu ucciso suo padre, e dichiarò che quest'ultimo era del tutto estraneo all'affare Monaco, ma effettivamente aveva organizzato la resistenza contro l'occupazione israeliana della Cisgiordania. "Così l'attacco di Monaco," afferma Rami, "per gli israeliani fu un'occasione miracolosa, proprio perfetta per ammazzare un po' di gente."
Subito dopo la spedizione in Libano, vi furono a stretto giro altri tre omicidi. Zaiad Muchasi, il rimpiazzo di Husayn al-Bashir a Cipro, saltò in aria nella sua camera d'albergo di Atene (11 aprile). Altri due membri secondari di Settembre Nero, Abd al-Hamid Shibi e Abd al-Hadi Nakaa, furono feriti nella loro auto a Roma.
Israele prese anche a seguire Mohammad Boudia, un direttore delle operazioni di Settembre Nero in Francia, algerino di nascita, noto per i suoi travestimenti e per le avventure con le donne. Il 28 giugno Boudia fu assassinato a Parigi da una mina terrestre, attivata a pressione ed imbottita di frammenti metallici, piazzata sotto il sedile della sua auto dal Mossad.

### Ali Hassan Salameh
Il Mossad continuava a ricercare Ali Hassan Salameh, soprannominato il Principe Rosso, capo di Forza 17 e, secondo Israele, l'operativo di Settembre Nero che avrebbe architettato il massacro di Monaco. Questa opinione è sempre stata contestata da resoconti dei principali capi di Settembre Nero, che, pur ammettendone il coinvolgimento in molti attacchi in Europa, negano che Salameh avesse alcuna relazione con i fatti di Monaco.
Quasi un anno dopo Monaco, il Mossad riteneva di essere giunto a localizzare Salameh nella cittadina norvegese di Lillehammer. Il 21 luglio 1973, nell'ambito di quello che sarà ricordato come l'Affare Lillehammer, una squadra di agenti del Mossad uccise Ahmed Bouchikhi, un cameriere marocchino scambiato per Salameh a causa dell'erronea "soffiata" di un informatore (in realtà il malcapitato nulla aveva da spartire con il terrorismo). Sei agenti Mossad, tra cui due donne, furono catturati dalle autorità norvegesi, mentre altri, compreso il capo Mike Harari, riuscirono a rifugiarsi in Israele. Cinque dei catturati furono condannati per l'omicidio e incarcerati, ma furono rimessi in libertà e restituiti ad Israele nel 1975. Victor Ostrovsky asserisce che Salameh era stato usato come esca per depistare il Mossad attraverso false informazioni sui suoi spostamenti.
In conseguenza del caso, l'indignazione internazionale per il deprecabile attentato a un innocente indusse Golda Meir ad ordinare la sospensione dell'Operazione Ira di Dio. Il prosieguo delle indagini norvegesi e le rivelazioni compiute dagli agenti catturati vanificarono molte risorse del Mossad in tutta Europa: covi, agenti e metodi operativi. Tuttavia, cinque anni dopo si decise di riprendere le operazioni (al tempo, era divenuto primo ministro Menachem Begin), e di scovare i "bersagli" della lista ancora in circolazione.
Il Mossad iniziò la sorveglianza sugli spostamenti di Salameh dopo averlo rintracciato a Beirut nel tardo autunno 1978. Verso la fine di quell'anno, o all'inizio del 1979, un'agente Mossad che si qualificava come Erika Mary Chambers entrò in Libano con un passaporto britannico emesso nel 1975, e prese in affitto un appartamento sulla Rue Verdun, una strada frequentata da Salameh. Arrivarono anche degli altri agenti, tra cui due coperti dagli pseudonimi di Peter Scriver e Roland Kolberg, rispettivamente muniti di passaporto inglese e canadese. Qualche tempo dopo il loro arrivo, una Volkswagen imbottita di esplosivo al plastico fu parcheggiata in Rue Verdun, in un punto visibile dall'appartamento affittato. Alle 15:35 del 22 gennaio 1979, mentre Salameh con le sue quattro guardie del corpo transitava su una Chevrolet familiare, un radiocomando fece brillare la carica della Volkswagen, massacrando gli occupanti della Chevrolet. Dopo cinque "fiaschi", il Mossad aveva infine eliminato Salameh. Tuttavia, l'esplosione aveva ucciso anche quattro passanti, tra cui uno studente inglese e una suora tedesca, mentre altre 18 persone furono ferite nei paraggi. Immediatamente dopo l'operazione, i tre funzionari del Mossad sparirono nel nulla, così come altri 14 agenti che si suppone avevano a vario titolo partecipato all'azione.

### I sequestratori di Monaco
Tre degli otto militanti che compirono il massacro di Monaco erano sopravvissuti al maldestro colpo di mano della polizia tedesca nella base aerea di Fürstenfeldbruck, ed erano stati arrestati dalle autorità locali: Jamāl al-Jāshī, Adnan al-Jāshī, e Muhammad Safadi. Furono rilasciati alcune settimane dopo, quando i dirottatori di un jet Lufthansa ricattarono il governo tedesco.
Si era pensato che Adnan al-Gashei e Muhammad Safadi fossero stati entrambi assassinati parecchi anni dopo il massacro: al-Jāshī fu rintracciato (dopo un contatto con un suo cugino) in uno stato del Golfo, e Safadi fu trovato per i contatti che aveva continuato a mantenere con la sua famiglia in Libano. Tale versione è stata messa in discussione da un recente libro di Aaron Klein, che asserisce che Adnan morì di infarto cardiaco negli anni settanta mentre Safadi sarebbe stato ucciso in Libano dai cristiani falangisti al principio degli anni ottanta, o addirittura — a dar credito a un operativo OLP amico di Safadi — sarebbe ancora in vita. Jamāl al-Jāshī si diede alla macchia in Nordafrica; concesse un'intervista nel 1999 al regista Kevin Macdonald per il documentario Un giorno a settembre, ed è considerato ancora vivente.

### Altre azioni
Oltre agli omicidi espliciti, il Mossad impiegò un ventaglio di altri mezzi in risposta al massacro di Monaco e per scoraggiare future azioni terroristiche. Secondo Victor Ostrovsky, si fece ricorso alla guerra psicologica, ad esempio diffondendo necrologi di militanti viventi e mandando ad altri dettagliatissime informazioni personali. Reeve inoltre afferma che il Mossad avrebbe chiamato giovani esponenti di spicco palestinesi — dopo aver fatto ostentazione delle notizie riservate conosciute su di loro — ammonendoli a dissociarsi dalla causa palestinese. In modo più diretto, il Mossad iniziò una campagna di lettere esplosive contro attivisti palestinesi in tutta Europa. Lo storico Benny Morris scrive che questi attacchi causarono ferite non fatali ai loro obiettivi, tra cui persone in Algeria e Libia, studenti palestinesi che sostenevano la loro causa a Bonn e Copenaghen ed un funzionario della Mezzaluna Rossa a Stoccolma. Klein menziona pure un incidente al Cairo, in cui una bomba "fece cilecca", risparmiando i due palestinesi cui era destinata.

### Omicidi di controversa attribuzione
Alcuni assassinii, consumati o tentati, sono stati ascritti alla campagna Ira di Dio, benché l'effettivo coinvolgimento del Mossad in detti eventi sia dubbio. Il 27 luglio 1979, Zuheyr Mohsen, il capo delle operazioni militari dell'OLP, cadde sotto il piombo di sicari a Cannes, all'uscita di un casinò. A seconda delle fonti, ne sarebbero responsabili il Mossad, altri palestinesi, eventualmente l'Egitto. Mohammed Daoud Oudeh, un comandante di Settembre Nero che rivendica apertamente un ruolo progettuale nella strage di Monaco, fu ripetutamente fatto segno all'azione di fuoco di un killer nell'atrio di un hotel a Varsavia. Ha affermato che fosse riconducibile al Mossad, ma non è chiaro se piuttosto fosse opera di una "scheggia separatista" palestinese. L'otto giugno 1992, Atef Bseiso, capo dell'intelligence dell'OLP, fu ferito mortalmente da due sicari che usavano armi silenziate. Anche se l'OLP e un libro di Aaron Klein ne accusano il Mossad, altri resoconti indicano come colpevole Abu Nidal.

## Reazioni

### La risposta di Settembre Nero
Settembre Nero non riuscì più a compiere operazioni clamorose quanto quella di Monaco dopo l'inizio di Ira di Dio, anche se in effetti tentò e portò a compimento un certo numero di attacchi e di sequestri di ostaggi contro Israele.
In analogia alla campagna di pacchi-bomba del Mossad, tra settembre ed ottobre 1972 furono inviate decine di pacchi-bomba da Amsterdam ad altrettante sedi diplomatiche israeliane in tutto il mondo, uccidendo Ami Shachori, consigliere diplomatico israeliano per l'agricoltura in Gran Bretagna.
Il 28 dicembre 1972, quattro militanti di Settembre Nero s'impadronirono dell'ambasciata israeliana di Bangkok, catturando dodici ostaggi. Anche se le loro richieste erano state disattese, le trattative garantirono il rilascio di tutti gli ostaggi, e ai sequestratori fu concesso un salvacondotto per il Cairo.

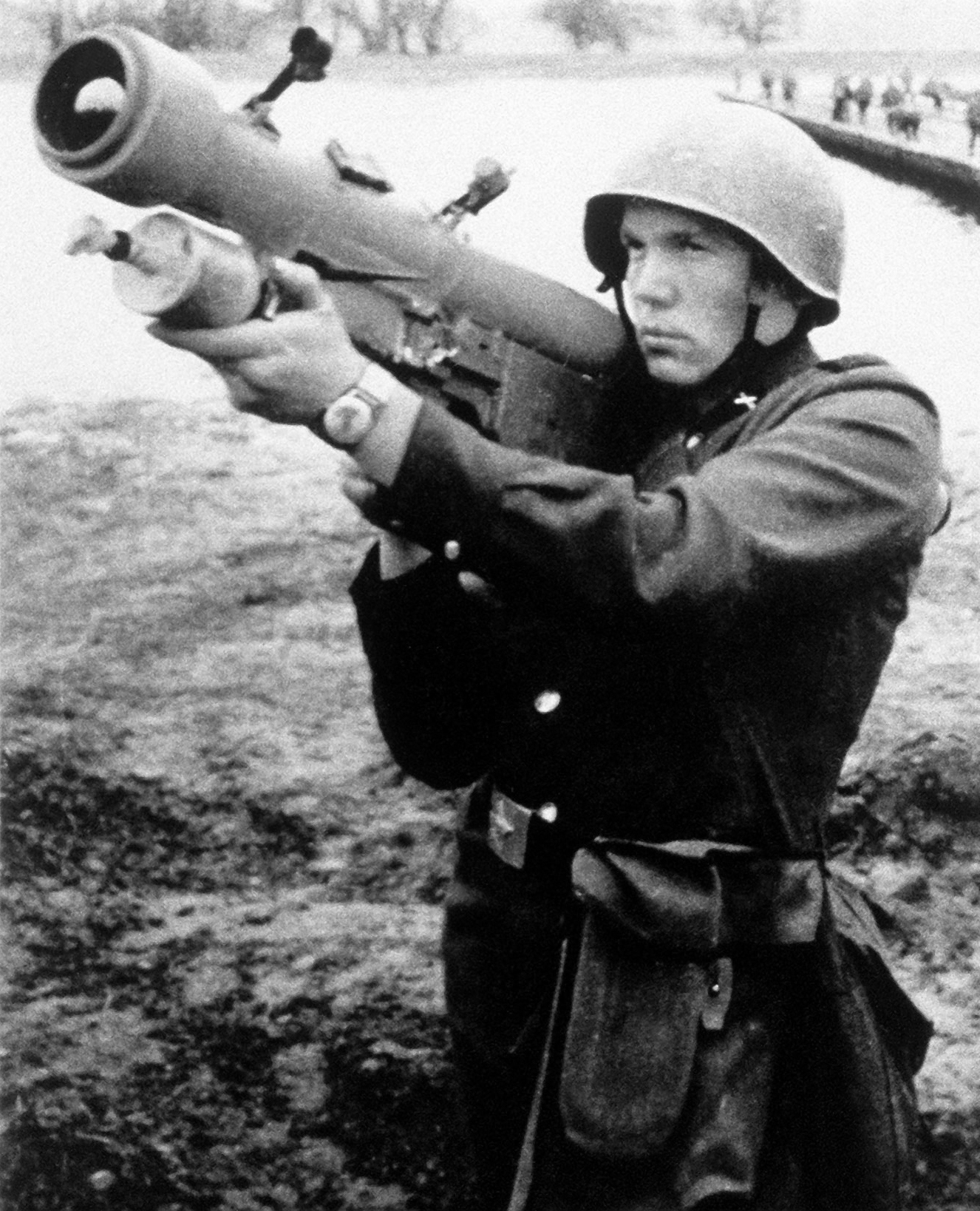
Un soldato sovietico imbraccia un lanciamissili di tipo Strela-2.

Quando Settembre Nero venne a conoscenza che Golda Meir si sarebbe recata a Roma per incontrare il papa Paolo VI (gennaio 1973), organizzò un attentato contro il primo ministro israeliano. Furono infiltrati in Italia alcuni missili terra-aria "spalleggiabili" del tipo Strela-2 sovietici e vennero posti presso l'aeroporto di Fiumicino, mentre si avvicinava l'aereo della signora Meir. L'attacco fu sventato in extremis da agenti Mossad che sorvegliavano l'aeroporto e riuscirono a bloccare tutte le squadre dei tiratori prima dell'arrivo dell'aereo.
Inoltre, due israeliani sospettati di spionaggio furono uccisi con colpi d'arma da fuoco, e la stessa sorte toccò ad un funzionario israeliano a Washington. Baruch Cohen, agente Mossad a Madrid, fu ucciso da un giovane contatto palestinese il 23 gennaio 1973. Vittorio Olivares, giovane dipendente El Al sospettato da Settembre Nero, fu anch'egli ucciso a colpi d'arma da fuoco a Roma, nell'aprile del 1973. Un terzo uomo, il colonnello Yosef Alon, al tempo consigliere militare diplomatico israeliano negli USA, fu assassinato il 1º luglio 1973 a Chevy Chase (Maryland).
Settembre Nero condusse altresì diversi altri attacchi, solo indirettamente contro Israele, tra cui il sequestro di diplomatici occidentali nell'ambasciata saudita presso Khartum, ma il gruppo ufficialmente confluì in al-Fath nel dicembre 1974.

### La reazione araba
Se la prima ondata di omicidi (autunno '72 - primavera '73) aveva causato grande dissapore tra le autorità palestinesi, fu invece la già ricordata operazione Primavera di Gioventù dell'aprile 1973 a turbare veramente il mondo arabo. L'audacia della missione, oltre al fatto che dirigenti di primo piano (Yasser Arafat, Abu Iyad, e Ali Hassan Salameh) si trovassero a pochi passi dal luogo dello scontro, alimentarono il mito dell'"onnipotenza" d'Israele, che sembrava davvero in grado di colpire dove e quando desiderava farlo. L'episodio suscitò anche un diffuso cordoglio popolare. Ai funerali delle vittime del raid, cinquecentomila persone si riversarono per le strade di Beirut. Quasi sei anni dopo, furono in centomila (compreso Arafat) nello stesso luogo ad accompagnare la sepoltura di Salameh .
L'operazione indusse pure alcuni fra i governi arabi meno radicali a far pressione sui palestinesi perché cessassero di portare attacchi contro obiettivi israeliani. Per la minaccia di far venir meno il sostegno ai palestinesi se avessero usato i passaporti del loro governo negli attacchi ad Israele, alcuni militanti presero ad usare documenti israeliani contraffatti.

## Critiche

### Bersagli eventualmente errati
Da quando vi è stata notizia degli omicidi, Israele ha dovuto affrontare le accuse di aver perseguitato persone che non avevano a che fare con la strage di Monaco, o addirittura erano estranee del tutto al terrorismo.
Nel libro del 2005 Striking Back, l'autore Aaron Klein (che sostiene di fondare il proprio testo in gran parte su rare interviste con alti funzionari Mossad implicati nelle missioni di rappresaglia) asserisce che il Mossad aveva scoperto un solo uomo direttamente collegato al massacro. Si tratta di Atef Bseiso, al cui omicidio (a Parigi) non si arrivò prima del 1992. Klein continua precisando che le informazioni su Zuʿayter, il primo palestinese ucciso, erano "non confermate ed oggetto di riferimenti incrociati impropri. Riguardato retrospettivamente, il suo omicidio fu un errore". Sviluppa il concetto, affermando che i veri progettatori ed esecutori di Monaco si erano rifugiati nel Blocco orientale e nei Paesi arabi, dove Israele non poteva raggiungerli. Al contempo, solo attivisti palestinesi di secondo piano che avevano la sventura di circolare indifesi nell'Europa occidentale furono uccisi. "Le autorità dell'intelligence israeliana pretendevano che quei morti ammazzati fossero responsabili di Monaco; i comunicati dell'OLP li fecero risultare personaggi importanti; questo accrebbe a dismisura l'immagine di un Mossad dispensatore di morte a proprio piacimento". L'operazione funzionò non soltanto per punire i perpetratori del crimine di Monaco, ma anche come deterrente contro la reiterazione di fatti simili, scrive Klein. "Per il secondo traguardo, un qualunque operativo OLP morto andava bene come qualsiasi altro". Klein cita un'importante fonte d'intelligence: "Ci ribolliva il sangue. Quando c'era un'informazione che investiva qualcuno, non stavamo lì ad esaminarla sotto una lente d'ingrandimento."
Abu Dawud, fra i principali "architetti" della strage di Monaco, ha dichiarato in un'intervista (rilasciata prima del film Munich) che Israele non uccise alcuno dei responsabili dell'attacco di Monaco. A conferma di ciò, dice: "Son tornato a Ramallah nel 1995, e Israele sapeva che il piano dell'operazione Monaco era mio". Neanche il capo di Settembre Nero, Abu Iyad, fu ucciso da Israele, anche se fu assassinato a Tunisi da Abu Nidal (1991). L'ex direttore del Mossad Zvi Zamir ha ribattuto (intervista del 2006) che Israele era interessato a colpire "l'infrastruttura delle organizzazioni terroristiche in Europa" piuttosto che i diretti responsabili di Monaco "Non avevamo altra scelta che iniziare con misure preventive."

### Obiezioni morali
Si sono rivolte critiche anche alla tattica stessa dell'omicidio. Mentre progrediva la campagna, i parenti degli atleti caduti a Monaco venivano informati sui progressi dell'operazione. Simon Reeve riferisce che alcuni parenti si sentivano vendicati, mentre altri, tra cui la vedova dello schermidore Andre Spitzer, restavano perplessi. La vedova dell'agente Mossad assassinato, Baruch Cohen, ha definito la missione come "nauseante", riferendosi particolarmente al troncone di operazione specificamente rivolto a vendicare il suo defunto marito.

### Effetti sul terrorismo
Anche altre voci hanno messo in discussione l'efficacia dell'operazione, confrontata con il raggiungimento degli obiettivi prefissati. Secondo Ronen Bergman, (corrispondente in tema di sicurezza del quotidiano israeliano Yediot Ahronoth ed esperto di Mossad): «questa campagna arrestò la maggior parte del terrorismo OLP fuori dei confini d'Israele. Contribuì in qualche modo a promuovere la pace in Medio Oriente? No. Strategicamente fu un fallimento completo.»
L'ex katsa Victor Ostrovsky ha dichiarato che la direzione assegnata da Golda Meir – ovvero: concentrarsi massicciamente su personale e progetti OLP – distolse energia al processo di raccolta di intelligence presso gli stati vicini ad Israele. Questo potrebbe essere uno dei motivi per cui il Mossad non fu in grado di avvertire i segnali premonitori della Guerra del Kippur, che nel 1973 colse effettivamente di sorpresa la difesa israeliana.

### Vendetta(romanzo)
Il libro del 1984 Vendetta. La vera storia della caccia ai terroristi delle Olimpiadi di Monaco 1972 del giornalista canadese George Jonas narra (in prima persona) la storia di una squadra di sicari israeliani, dal punto di vista di un ex agente Mossad che ne era il comandante, Avner. È opinione diffusa che dietro a tale pseudonimo si nasconda Juval Aviv, un israeliano che gestisce un'agenzia investigativa privata a New York. Tuttavia, la versione di Aviv-Avner non è stata oggetto di verifica indipendente da quella che Jonas stesso riferisce di aver condotto. Jonas fa riferimento ad un ex direttore dell'RCMP Security Service, John Starnes, che dice di credere complessivamente alla storia di Aviv. Nondimeno, il direttore del Mossad pro tempore, Zvi Zamir, ha dichiarato di non aver mai conosciuto Aviv.
Il romanzo Vendetta ha ispirato due film. Il già rammentato Munich di Spielberg era infatti stato preceduto (1986) dal telefilm-miniserie TV Sword of Gideon diretto da Michael Anderson. In tutte queste versioni cine-televisive si adopera lo pseudonimo di "Avner" e ci si concede qualche licenza poetica rispetto al racconto originale.